# Dragoljuba Benčina
Dragoljuba Benčina (* 17. März 1950) ist eine slowenische Politikerin und Diplomatin.

## Leben
Sie studierte Rechtswissenschaften an der Universität Laibach. Mit einem Stipendium der jugoslawischen Republik Slowenien ging sie 1974 nach Belgrad und absolvierte dort eine Ausbildung zur Diplomatin und Praktika. Darüber hinaus legte sie Sprachprüfungen ab. 1976 ging sie als Attaché an die jugoslawische Botschaft in Italien nach Rom. Es schloss sich bis 1982 ein Einsatz in Kairo, Ägypten an. Sie kehrte dann nach Jugoslawien zurück und arbeitete beim Komitee für internationale Zusammenarbeit Sloweniens. 
Von 1997 bis 2001 war sie slowenische Botschafterin in Schweden. Zugleich war sie auch Botschafterin in Estland, Finnland und Lettland. Bis 2000 bestanden weitere Nebenakkreditierungen in Dänemark, Island, Litauen und Norwegen. 2004 wechselte sie als Botschafterin nach Deutschland mit Sitz in Berlin. 2008 wurde sie Staatssekretärin im slowenischen Außenministerium in Laibach. Sie hatte das Amt bis 2012 und erneut von 2014 bis zu ihrer Pensionierung 2016 inne.